# Empis cushcaensis
Empis cushcaensis är en tvåvingeart som beskrevs av Shamsev 2001. Empis cushcaensis ingår i släktet Empis och familjen dansflugor.
Artens utbredningsområde är Turkmenistan. Inga underarter finns listade i Catalogue of Life.